# Powiat średzki (województwo wielkopolskie)
Powiat średzki – powiat w Polsce (województwo wielkopolskie), utworzony w 1999 roku w ramach reformy administracyjnej. Jego siedzibą jest miasto Środa Wielkopolska.
Pod nazwą powiat średzki funkcjonowała również jednostka administracyjna m.in. w okresie I Rzeczypospolitej (1791–1793), II Rzeczypospolitej (1919–1939) oraz w latach Polski Ludowej (1945–1975).
W 1928 roku starosta Jan Różankowski został odznaczony Złotym Krzyżem Zasługi za „zasługi dla rozwoju gospodarki samorządowej”.
W skład powiatu wchodzą:
- gminy miejsko-wiejskie: Środa Wielkopolska, Zaniemyśl
- gminy wiejskie: Dominowo, Krzykosy, Nowe Miasto nad Wartą
- miasta: Środa Wielkopolska, Zaniemyśl

Według danych z 31 grudnia 2019 roku powiat zamieszkiwało 58 879 osób. Natomiast według danych z  30 czerwca 2020 roku powiat zamieszkiwały 59 033 osoby.

## Demografia

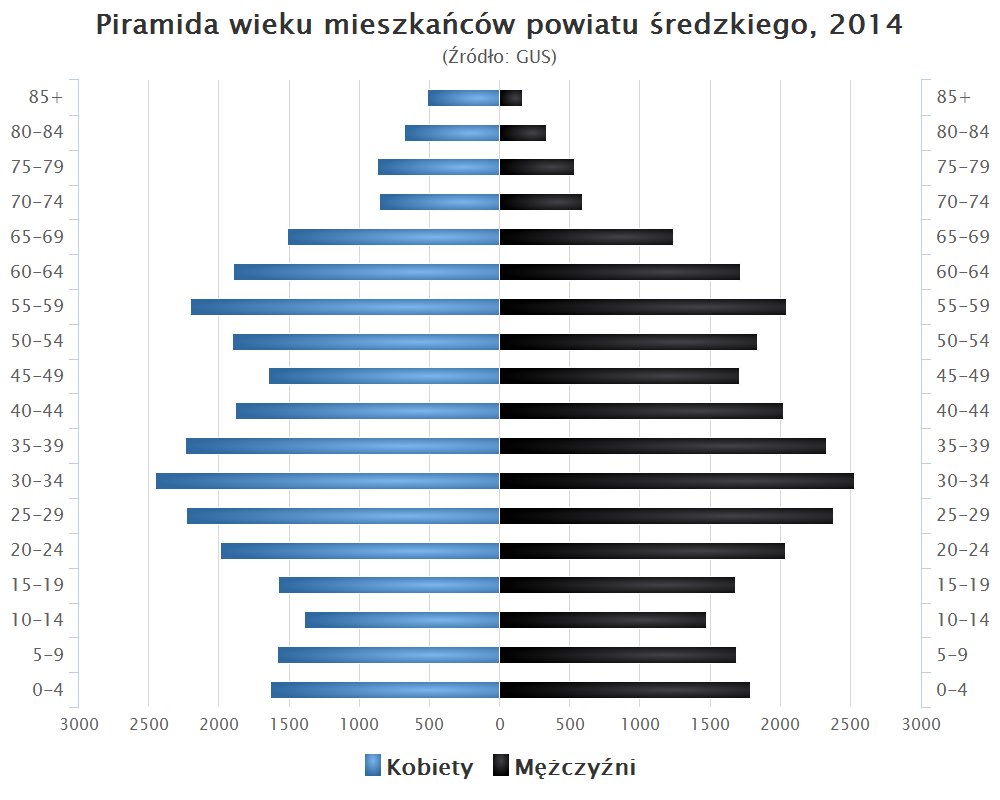
Piramida wieku mieszkańców powiatu średzkiego w 2014 roku

Liczba ludności (dane z 30 czerwca 2005):
|        | Ogółem | Ogółem | Kobiety | Kobiety | Mężczyźni | Mężczyźni |
| osób   | %      | osób   | %       | osób    | %         |           |
| ------ | ------ | ------ | ------- | ------- | --------- | --------- |
| Ogółem | 54 630 | 100    | 27 802  | 50,89   | 26 828    | 49,11     |
| Miasto | 21 675 | 39,68  | 11 205  | 20,51   | 10 470    | 19,17     |
| Wieś   | 32 955 | 60,32  | 16 597  | 30,38   | 16 358    | 29,94     |

▶Wieś vs ▶miasto
Ogółem (▶k, ▶m)
Miasto (▶k, ▶m)
Wieś (▶k, ▶m)

## Gospodarka
W końcu września 2019 liczba zarejestrowanych bezrobotnych w powiecie średzkim obejmowała ok. 1,5 tys. mieszkańców, co stanowi stopę bezrobocia na poziomie 6,1% do aktywnych zawodowo.

## Sąsiednie powiaty
- wrzesiński
- jarociński
- śremski
- poznański